# МЗ-330
МЗ-330 - моторное звено.

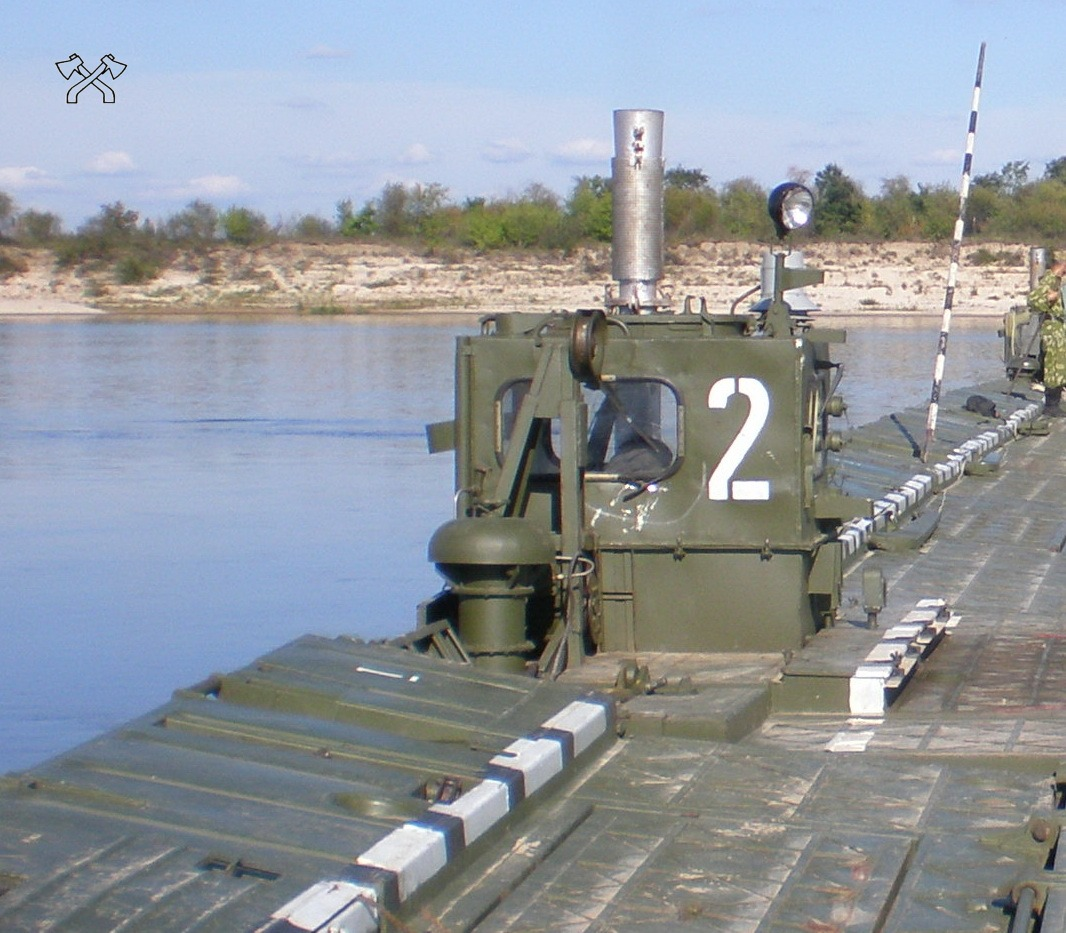
Моторное звено МЗ-330

Моторное звено предназначено для буксировки паромов и удерживания мостов при устройстве мостовых и паромных переправ, переноса моста на другой створ, забрасывания якорей, для разведки реки и выполнения различных задач при оборудовании и содержании переправ. Одновременно звено служит проезжей частью  в составе парома или моста собираемого из понтонного парка.

Моторное звено МЗ-330 в количестве 8 единиц входит в состав комплекта понтонного парка ПП-91М (ПП-2005).

## Техническое описание
Моторное звено М3-330 состоит из: 
- трех понтонов (среднего и двух крайних);
- силовой установки;
- движительно-рулевого устройства;
- съемной рубки;
- навигационного оборудования;
- понтонных механизмов и устройств;
- судовых устройств.

### Технические характеристики
- Масса -  12335 кг.
- Максимальная скорость на воде - 12,5 км/ч.
- Двигатель - 3Д29.
- Движитель - два водомета ВД-31.
- Тяга на швартовых - 1800 кгс.
- Грузоподъемность - 10 т.
- Осадка без груза - 0,6 м.
- Длина – 7910 мм;
- Ширина – 3148 мм ;
- Высота – 2453 мм.